# Pavel Krmaš
Pavel Krmaš (ur. 3 marca 1980 w Broumovie) – czeski piłkarz najczęściej grający jako obrońca i defensywny pomocnik.

## Kariera
Krmaš jest wychowankiem Slovan Broumov. Później był graczem TJ Náchod, a w 1994 roku trafił do juniorów Hradec Králové. Jego pierwszą seniorską drużyną była Admira Praga. W roku 2001 odszedł do znanego czeskiego klubu - Sparty Pragi. Nie był tam popularnym graczem i z tego też powodu w następnym sezonie odszedł do czeskiego drugoligowca - FC Hradec Králové. Podczas pobytu w klubie, w ciągu jednego sezonu rozegrał 29 spotkań i strzelił aż 5 bramek. W roku 2003 ponownie znalazł się w Sparcie Pradze. Tym razem, także rozegrał tu tylko parę (bo tylko 3) spotkań. W następnym sezonie znowu zmienił barwy, tym razem klubem w którym się osiadł został FK Teplice. W klubie został na 3 sezony, strzelając 4 gole w 86 spotkaniach. W 2007 roku podpisał kontrakt z niemieckim drugoligowcu – SC Freiburg. W 2015 wrócił do FC Hradec Králové.